# Лангевен
Лангевен (нід. Langeveen) — село в нідерландській провінції Оверейсел, на кордоні з Німеччиною. Входить до муніципалітету Тюбберген.
Його площа становить 9,95 км², а населення станом на 2021 рік складало 1 285 осіб.
Перша згадка про населений пункт датується 1851 роком.